# Old Brownsboro Place
Old Brownsboro Place är en inkorporerad ort i Jefferson County i Kentucky. Vid 2020 års folkräkning hade Old Brownsboro Place 376 invånare.